# Ceratina turgida
Ceratina turgida (лат.) — вид пчёл рода Ceratina из семейства Apidae (Xylocopinae).

## Распространение
Южная Америка: Бразилия.

## Описание и этимология
Мелкие пчёлы, длина тела менее 1 см. Тело слабопушенное, буровато-чёрное, металлически блестящее с грубой скульптурой. От близких видов (Ceratina minima) отличается следующими признаками: Лицо выпуклое, с глубокими швами; голова в обильной четкой пунктировке; удлиненное пятно посередине наличника, сужающееся кверху, не расширенное на вершине; передние голени и лапки желтоватые; пунктирная линия из точек, ограничивающая приподнятую надклипеальную плоскость наверху, с боковыми ветвями, расходящимися в основании. Вид был впервые описан в 1941 году бразильским энтомологом Jesus Santiago Moure (1912—2010) под названием Ceratinula turgida Moure, 1941.
Биология не исследована.
Вид включён в состав неотропического подрода C. (Ceratinula) Moure, 1941.